# Donació de Sutri
La Donació de Sutri va ser un acord assolit a Sutri per Luitprand i el Papa Gregori II el 728. Ambdós van arribar a un acord segons el qual la ciutat i alguns pobles del turó al Latium (com ara Vetralla) se'ls va donar al papat "com un regal als benaurats apòstols Pere i Pau", segons el Liber Pontificalis. El pacte va conformar la primera extensió del territori papal, més enllà dels confins del Ducat de Roma i va ser el fonament històric dels Estats Pontificis.
Sutri va conservar la seva importància estratègica com un lloc fortificat prop de les fronteres del Ducat de Roma.